# Josef Stolzing-Czerny
Josef Stolzing-Czerny (* 12. Februar 1869 als Josef Czerny in Wien, Österreich-Ungarn; † 23. Juli 1942 in München) war ein österreichisch-deutscher Schriftsteller, Drehbuchautor, Kulturjournalist und Musikkritiker.

## Leben
Czerny wurde in Wien geboren, ging dort literarischen und musikalischen Studien nach und war als Musikreferent der Wochenzeitung Ostdeutsche Rundschau tätig. Ab 1895 arbeitete er als Journalist und freier Schriftsteller in Berlin.
Später lebte er in München, wo er zu den frühen und engen Gefolgsleuten Adolf Hitlers gehörte, dem er gemeinsam mit Dietrich Eckart den Zugang zur Familie von Richard Wagner in Bayreuth ebnete. Er korrigierte und überarbeitete das Manuskript von Mein Kampf und war maßgeblich an dessen Publikation beteiligt. Von 1923 bis 1932 war er Schriftleiter des Völkischen Beobachters. Zum 16. April 1925 trat er der NSDAP bei (Mitgliedsnummer 699). Anfang der 1930er Jahre scheint Czerny in der Partei an Bedeutung verloren zu haben, da er als Exponent eines „fanatischen Antichristentums“ galt und damit für Hitler zu extremistisch geworden war.
Czerny gab sich selbst den Namen Stolzing nach einer Figur aus Wagners Meistersinger von Nürnberg. Er schrieb Romane, Erzählungen, Theaterstücke, Drehbücher und Essays. Sein Werk fiel „weniger mit literarischer Gestaltungskraft als mit radikal antisemitischen Tönen“ auf.

## Werke (Auswahl)
- Aus arischer Weltanschauung zu deutscher Wiedergeburt. Sontra in Hessen 1920.
- Mammon Imperator und Exequien. München 1921.
- Christian de Wet. Ein Roman aus dem Freiheitskampf der Buren. Leipzig 1924.
- Arnold von Hoheneck. München 1925.

## Filmografie
- 1934: Peer Gynt
- 1935: Der Außenseiter
- 1935: Großreinemachen

## Ehrungen
- Goldenes Parteiabzeichen der NSDAP
- Goethe-Medaille für Kunst und Wissenschaft (1939)